# フラワーコミックス
フラワーコミックスは、小学館が発行する日本の漫画単行本レーベル。少女漫画からレディースコミックまでと幅広く女性向けの作品を収録している。 1974年創刊。毎月26日頃発売。新書判サイズ。

## 概要
少女漫画雑誌の『Sho-Comi』（水色）、『ベツコミ』（Sho-comi）とは同色、『Cheese!』（オレンジ）、『月刊フラワーズ』と、ヤングレディース誌の『プチコミック』で発表された作品が収録される。かつてはすべて「フラワーコミックス」の同一ロゴだったが、2002年以後は雑誌別に「（少コミ→）Sho-Comiフラワーコミックス」「（別コミ→）ベツコミフラワーコミックス」「ちゃおフラワーコミックス」（イエローのバックに白抜きで「ちゃお」との背表紙での表記される。）「Cheese!フラワーコミックス」「プチコミフラワーコミックス」「flowersフラワーコミックス」と分かれた。しかし、「プチコミフラワーコミックス」と「flowersフラワーコミックス」に関しては、2008年7月発売分からは「フラワーコミックスアルファ」に統合された。「フラワーコミックスアルファ」発足後は、女性向け漫画全体の総合レーベルとなったため、『ビッグコミックフォアレディ』掲載作品の復刊を行ったり、それ以前は競合他誌と同様に漫画の掲載が無かった『女性セブン』が女性向け一般週刊誌で初めてこのレーベルでの発刊を目的とした上で漫画作品の掲載を始めたりしている。
『月刊フラワーズ』（前身の『プチフラワー』含む）に掲載された作品は、B6判の「flowersコミックス」レーベルから出されるものと新書判の「flowersフラワーコミックス」→「フラワーコミックスアルファ」で出されるものがある。4コマ漫画作品などは、「フラワーコミックススペシャル」として、A5判など新書判以外の判型で出されるものもある。
かつては『ちゃお』作品もこのレーベルの共通ロゴが付いた単行本が出ていた。当初は、『舞子の詩』（上原きみこ）などの数作品が「フラワーコミックス」として刊行され、他誌掲載作品との区別はなされていなかった。その後、1982年頃から「ちゃおフラワーコミックス」という雑誌名を冠したレーベルになり、ロゴマークも区別されるようになったが、後述の1986年からの2代目デザイン以降は、他誌掲載作品と同じ共通のロゴとなった。2004年には、「ちゃおコミックス」として独立レーベルになっているものの、ちゃおコミックスのロゴの下に「ちゃおフラワーコミックス」の文字が小さく記されているため、厳密には本レーベルのラインナップの一部である。『ChuChu』（『ちゃお』から独立創刊後、現在は休刊）についても、同様に「ちゅちゅコミックス」として独立レーベルになっているが、ちゃおコミックスと同様に「ちゅちゅフラワーコミックス」の表記がなされている。
例外として、『ファイヤー オン アイス』（赤石路代）については、『ChuChu』（『ちゃお』から独立創刊後）に掲載された作品でありながら、フラワーコミックスアルファのレーベルから単行本がリリースされたり、『週刊少年サンデー』に連載された作品の『ランウェイを☆プロデュース!!』（あらいきよこ）も、なぜか少年サンデーコミックスではなくCheese!フラワーコミックスのレーベルから単行本が出されたりしていた。
創刊当時から初出表記があったが、連載作品については「○年×号から」とのみ表記されていたため、長期連載作品になると正確な連載時期がわからない状態だった。現在の赤地のロゴになってからこれは改められ、続巻でも収録分の掲載号を表記するようになった。
最長の作品は長らく『風と木の詩』（竹宮惠子）全17巻とこれに並ぶ『ぺぱーみんと・エイジ』（前田恵津子）全17巻だったが、『海の闇、月の影』（篠原千絵）全18巻に続いて『BANANA FISH』（吉田秋生）全19巻が記録を破った。さらに『BASARA』（田村由美）全27巻が大幅に記録を更新し、『天は赤い河のほとり』（篠原千絵）全28巻が続き、2021年以降の最長作品は『風光る』（渡辺多恵子）全45巻である。

## デザイン
- 1974年から1985年まで使われていた初代（3パターン）は赤いチューリップでカタカナ表記で「フラワーコミックス」と表記され、色の塗り潰しで表紙の上部に英語表記で出ていた。タイトルは常に上部に付き、枠が付いている場合と付いていない場合があった。裏表紙はバックカラー（色指定可能）に同じロゴであった。
- 2パターンはひまわりのマークを使用。
- 1986年から1995年まで使われていた2代目は、背表紙に色付きで「Fc」と書かれ、「c」の中には、花のマークや四葉のクローバが描かれた。表紙の上部全体に伸びる二本の横線と英語表記で「FLOWER　COMICS」と書かれ、背表紙にはカタカナ表記で「フラワーコミックス」と表記される。この時から、少コミ、別コミ、ちゃお、プチコミという区別がされるようになる。
- 1996年から使われている現在の背表紙のワンポイントは、基本的には赤地に白抜きで「fc」と書かれ、「c」の中には花のマークがあしらわれている。作品によっては、花以外のものになっている（例えばマイクロフォンだったり眼鏡だったりグリーン車マークだったりする）ので注意が必要。

なお、1982年頃から1989年頃まで一時期、「ちゃお」作品に関してはチューリップ型のロゴで区別されていた。

## ナンバリング
1974年5月、最初に発刊されFC0001の番号が振られたのは、『ポーの一族』第1巻（萩尾望都）であった。
FCxxxyの番号は、xxxがシリーズごとの通算、yが巻数を示し（ただし10巻はxxx+1に末尾0となる）、11巻を超えると別のシリーズ番号が割り当てられる。このため、フラワーコミックスの短編集は作家ごとにシリーズ名がつけられ、短編集1巻 FCxxx1 という形式になることが多かった。特に1980年代は、ユニークなシリーズ名が目立った。ただし、当初はこの振り方は行なわれておらず、上原きみこの『ロリィの青春』第1巻（1974年）は番号が FC0004（初版）から FC0011（第2版以降）に変更されている。後に FC0004 の番号は萩尾望都の『ポーの一族』第4巻（1976年刊行）に割り当てられており、そのため、この番号は過去に2度割り当てられたことになる。また現在はこの法則は崩れ、未使用の番号が順に振られている。サブレーベルの「ちゃおコミックス」と「ちゅちゅコミックス」も同じ法則でFCxxxyのナンバーがつけられている。
このシリーズ番号はISBNコードにも共通して使われ、FCxxxyは (978-) 4-09-13xxxy-z となる。